# Monumento nacional El Morro
El Monumento Nacional del Morro se encuentra en un antiguo camino de este a oeste en el oeste de Nuevo México (Estados Unidos). La característica principal de este monumento nacional es un promontorio de piedra y arenisca con un gran charco de agua en su base. Como un oasis en el desierto occidental de Estados Unidos, este sitio ha sido testigo de muchos siglos de los viajeros. Los restos de un pueblo en la meseta superior de la cima del promontorio vivieron aquí entre los años 1275 a 1350, hasta 1500 personas vivían en este pueblo. Los exploradores españoles lo llamaron El Morro (‘cabo’). Los indios zuñi lo llaman Atsina (‘lugar de escritos en la roca’). Los angloestadounidenses lo llamaron Inscription Rock. Los viajeros dejan allí firmas, nombres, fechas, y las historias de sus recorridos. Si bien algunas de las inscripciones están desapareciendo, todavía hay muchos que se pueden ver hoy en día, algunos que incluso datan del siglo XVII. Algunos petroglifos y esculturas fueron hechas por los anasazi antes de que los europeos comenzaron a hacer su exploración. En 1906, la ley federal de los Estados Unidos prohíbe otra operación de talla.

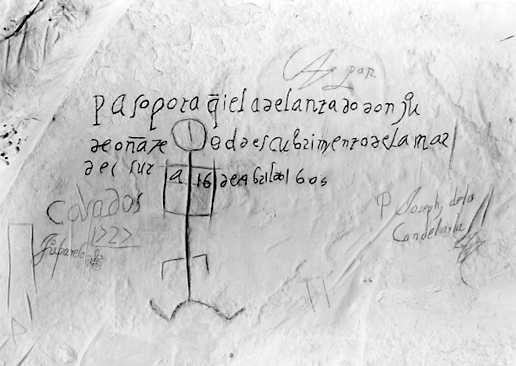
Inscripción por Juan de Oñate en 1605. Esta es la inscripción más antigua de El Morro.
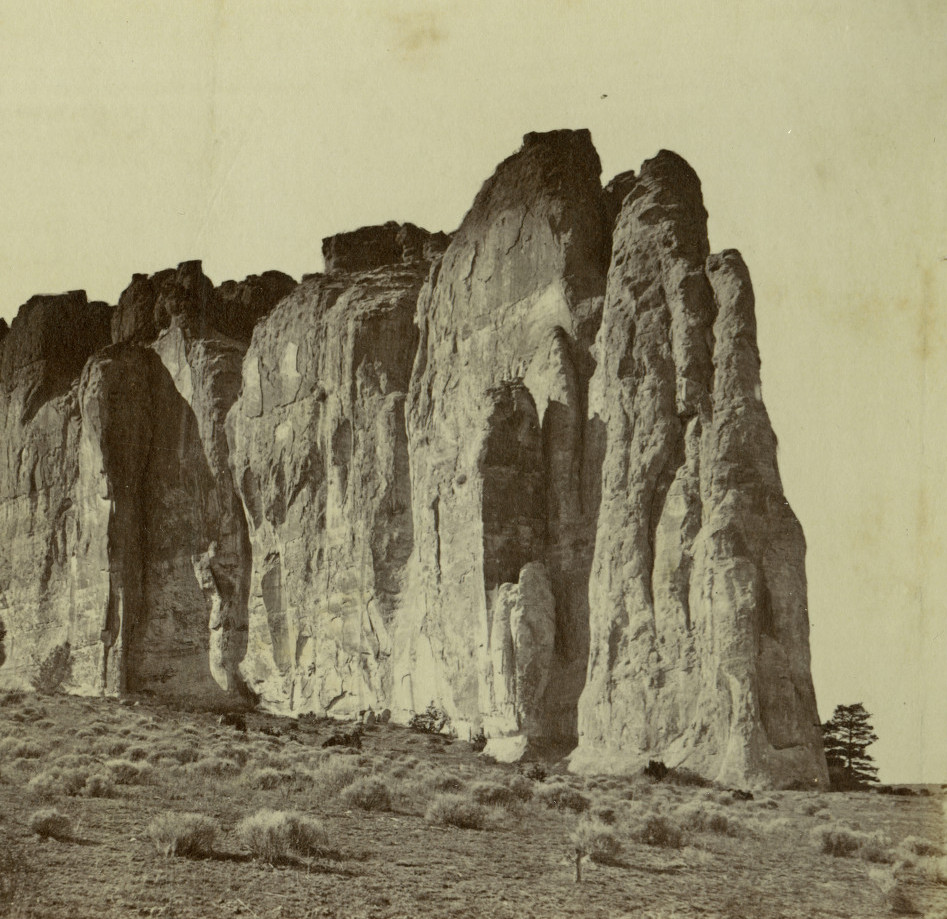
El Morro en 1868.
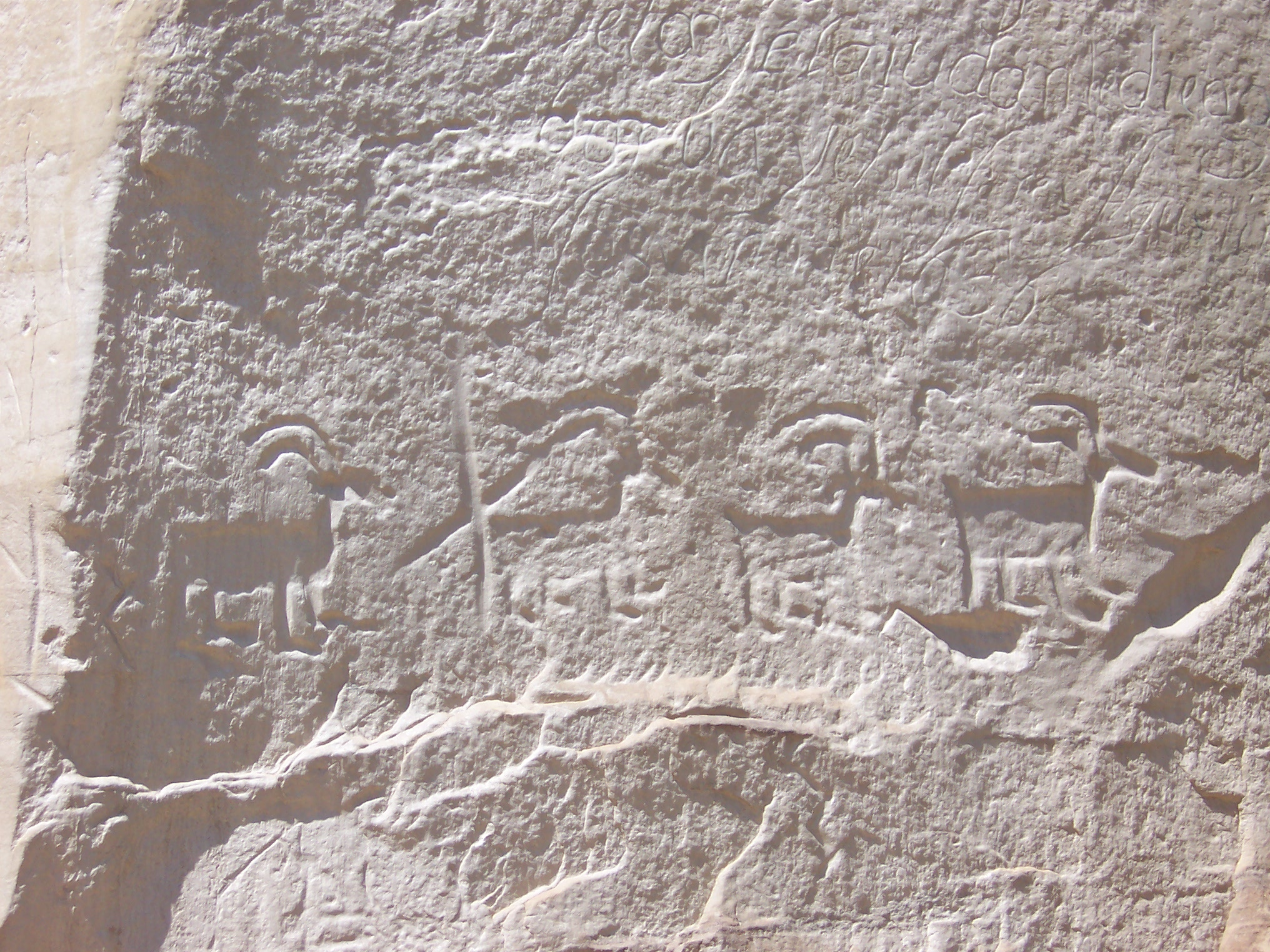
Petroglifo de los nativos americanos.